# Jamal Adams
Pour les articles homonymes, voir Adams.
(en) Statistiques sur pro-football-reference
Jamal Adams, né le 17 octobre 1995 à Lewisville au Texas, est un joueur américain de football américain évoluant au poste de safety, actuellement membre des Titans du Tennessee.
Sélectionné par la franchise des Jets de New York lors du premier tour de la draft 2017, Adams y devient rapidement un titulaire important, ce qui lui permet de décrocher deux sélections pour le Pro Bowl et une sélection dans l'équipe All-Pro.
En 2021, Adams signe avec les Seahawks de Seattle un contrat portant sur quatre saisons pour un montant de 72 millions de dollars ce qui en fait à l'époque le safety le mieux payé de l'histoire de la NFL.

## Biographie

### Jeunesse
Le père de Jamal, George Adams a joué pour les Giants de New York et les Patriots de la Nouvelle-Angleterre entre 1985 et 1991.
Jamal Adams naît quatre ans après la retraite sportive de son père et il commence à jouer au football américain dès l'âge de 3 ans.
Il étudie au lycée Hebron (en) de Carrollton au Texas et y joue au football américain en High School. Sur ses deux dernières saisons, il cumule 138 plaquages et sept interceptions en défense tout en inscrivant 20 touchdowns en attaque. Lors de sa dernière saison, son équipe termine avec un bilan de 8 victoires pour 4 défaites se qualifiant pour la finale de l'UIL (en) 5A Division II Area disputée au AT&T Stadium qu'elle perd 21 à 42  contre Cedar Hill (en).
Adams est considéré par Scout.com (en) comme une potentiel recrue cinq étoiles et fait partie du Top 10 des meilleurs joueurs de sa classe.

### Carrière universitaire
Il intègre l'université d'État de Louisiane où il joue au niveau universitaire pendant trois saisons pour les Tigers dans la NCAA Division I FBS.
Il y devient le meneur de la défense et totalise cinq interceptions et quatorze passes défendues,.
Lors de son année sophomore, il est sélectionné dans la deuxième équipe de la Southeastern Conference (SEC), et l'année suivante dans la première équipe de la SEC.
Le 6 janvier 2017, Adams annonce qu'il fait l'impasse sur son année senior afin de se présenter à la prochaine draft de la NFL.

### Carrière professionnelle

#### Draft
Adams est invité au NFL Scouting Combine où il participe à différents tests. Le 4 mai 2017, il prend part au Pro Day de LSU et participe au 40-yard dash qu'il effectue en 4,33 secondes, améliorant sa performance du Combine. La majorité des analystes et visionneurs estime qu'Adams sera un choix de premier tour de draft. Sports Illustrated, DraftScout.com, Pro Football Focus et ESPN estiment qu'il est le meilleur safety se présentant à la draft,,.
| Taille                | Poids          | Bras            | Main           | Sprint   | Sprint   | Sprint   | Shuttle 20 yards | 3 cones drill | Détente         | Détente        | Développé couché | Test Wonderlic |
| Taille                | Poids          | Bras            | Main           | 40 yards | 10 yards | 20 yards | Shuttle 20 yards | 3 cones drill | verticale       | horizontale    | Développé couché | Test Wonderlic |
| 1,82 m (5 ft 11 ¾ in) | 97 kg (214 lb) | 85 cm (33 ⅜ in) | 23 cm (9 ¼ in) | 4,56 s   | 1,60 s   | 2,67 s   | 4,13 s           | 6,96 s        | 80 cm (31 ½ in) | 3,05 m (10 ft) | 18 reps          | 11             |

Adams est sélectionné en 6e choix global lors du premier tour de la draft 2017 de la NFL par la franchise des Jets de New York. Il est le premier defensive back à y être sélectionné.

#### Jets de New York

##### 2017
Le 20 juillet 2017, Adams signe son contrat rookie d'une durée portant sur quatre saisons pour un montant de 22,25 millions de dollars incluant une prime de signature de 14,32 millions,,
Adams commence le camp d'entraînement et entre en compétition avec Calvin Pryor et le rookie Marcus Maye (en) pour une place de titulaire au poste de safety. L'entraîneur principal Todd Bowles le désigne titulaire au poste de strong safety pour le début de saison aux côtés du strong safety Maye.
Adams est donc titulaire lorsqu'il fait ses débuts professionnels lors du premier match des Jets de la saison qui les oppose aux Bills de Buffalo. Il effectue cinq plaquages et dévie une passe adverse malgré la défaite 12 à 21. Son premier plaquage est effectué sur le running back Mike Tolbert mettant fin à une course de 13 yards lors du premier drive des Bills. Le 24 septembre, Adams enregistre deux plaquages en solo, une passe défendue, et réussit son premier sack sur le quarterback Jay Cutler lors de la victoire 20 à 6 contre les Dolphins de Miami.Malgré la défaite 6 à 26 en 17e semaine chez les Patriots de la Nouvelle-Angleterre, il totalise 10 plaquages (dont 3 en solo) et une passe déviée.
Adams termine sa saison rookie avec un bilan global de 83 plaquages (dont 63 en solo), 6 passes défendues et deux sacks lors des 16 matchs joués, tous en tant que titulaire.

##### 2018
Adams est désigné capitaine pour la saison 2018. Il réalise sa première interception en carrière sur une passe du quarterback Matt Cassel lors du match d'ouverture de la saison des Jets contre les Lions de Détroit (victoire 48 à 17). Adams termine sa deuxième saison avec 115 plaquages, 3,5 sacks, trois fumbles forcés dont un récupéré et une interception sur l'ensemble des 16 matchs disputés en tant que titulaire.
Le 18 décembre, Adams est sélectionné pour disputer son premier Pro Bowl au terme duquel il est désigné meilleur joueur défensif,.
Adams s'est rendu célèbre après un incident au cours duquel il s'est attaqué à la mascotte des Patriots lors d'un entraînement au Pro Bowl 2019, incident dû à la rivalité féroce entre les Jets et les Patriots. Il s'est excusé et a laissé la mascotte des Patriots le plaquer en retour.
Adams a également été sélectionné dans la deuxième équipe All-Pro et est classé par ses pairs 37e au Top 100 des meilleurs joueurs 2018 de la NFL.
Le 28 décembre, il est désigné MVP 2018 de sa franchise (Curtis Martin Team MVP Award).

##### 2019
Le 18 septembre 2019 Adams est condamné à une amende de 21 000 $ pour un coup porté sur Baker Mayfield lors du Monday Night Football contre les Browns en 2e semaine,. Il ira en appel et l'amende sera annulée le 10 octobre. La semaine suivante lors de la défaite 14 à 30 contre les Patriots, Adams inscrit un Pick-six de 61 yards à la suite d'une interception de passe du quarterback Jarrett Stidham (en).. C'était la première interception d'Adams de la saison et son premier Pick-six de sa carrière.
En 10e semaine contre les Giants (victoire 34 à 27), Adams effectue neuf plaquages (record sur un match pour sa franchise) et deux sacks sur Daniel Jones dont l'un était un strip-sack (sack causant un fumble du QB) ayant conduit à un touchdown de 25 yards. Sa prestation lui vaut d'être désigné meilleur joueur défensif de l'AFC. La semaine suivante lors de la victoire 34 à 17 contre les Redskins, il totalise trois sacks, son record en carrière sur un match. Adams se blesse à la cheville au début du match contre les Bengals mais continue à joueur le reste de la rencontre. Il manque cependant les deux prochains matchs et revient contre les Steelers en 16e semaine.
En fin de saison, il est sélectionné pour disputer son deuxième Pro Bowl consécutif et est sélectionné dans la première équipe All-Pro de la saison. Il est également désigné MVP de la Curtis Martin Team pour la deuxième saison consécutive. Il est classé 27e par ses pairs au Top 100 des meilleurs joueurs NFL de la saison 2019.
Le 17 avril 2020, il est rapporté qu'Adams, sans extension de contrat, ne participerait pas au programme d'intersaison de son équipe. Le 27 avril 2020, les Jets activent l'option de cinquième année de son contrat. Le 12 juin 2020, Adams répond à une publication sur Instagram concernant son désir de prolongation de contrat en déclarant que les Jets « parlaient beaucoup sans agir ». Le 18 juin 2020, Adams demande officiellement à être échangé, listant plusieurs équipes dont celle des Cowboys de sa ville natale où il serait heureux d'être envoyé. La semaine suivante, Adam Gase et Gregg Williams, respectivement entraîneur principal et coordinateur défensif des Jets déclarent qu'il veulent garder Adams. Adams, interviewé par le New York Daily News en juillet 2020, y fait la critique d'Adam Gase, affirmant qu'il n'est pas le bon leader pour l'avenir des Jets et qu'il n'a pas noué de bonnes relations au sein de la franchise. Il exprime également son mécontentement quant à la façon dont le directeur général Joe Douglas l'a traité lors des discussions sur une éventuelle prolongation de contrat.

#### Seahawks de Seattle
Le 25 juillet 2020,les Jets échangent aux Seahawks de Seattle, Adams et un futur choix de 4e tour de la draft 2022 contre le safety Bradley McDougald (en) et les futurs choix de 1er et de 3e tour de la draft 2021.

##### 2020
Adams fait ses débuts avec les Seahawks lors de la victoire 35 à 30 en première semaine contre les Falcons. Pendant le match, Adams est le meilleur des Seahawks avec 12 plaquages (8 en solo) et il réussit son premier sack de la saison sur Matt Ryan. La semaine suivante contre les Patriots (victoire 23 à 16), il totalise neuf plaquages et un sack sur Cam Newton.
En troisième semaine contre les Cowboys, Adams se blesse à l'aine et ne revient sur le terrain qu'en 9e semaine contre les Bills. Pendant ce match (défaite 34 à 44), il enregistre 1 ½ sack sur Josh Allen. La semaine suivante contre les Rams (défaite 16 à 23), il effectue deux sacks sur Jared Goff, dont un strip-sack récupéré par les Seahawks.
Contre les Eagles en 2e semaine à l'occasion du Monday Night Football (victoire 23 à 17), Adams est le meilleur de son équipe au nombre de plaquages (9) et il réussit un sack sur Carson Wentz.
Au cours de la 14e semaine contre les Jets (son ancienne équipe), il enregistre un sack sur Sam Darnold lors de la victoire 40 à 3. AIl atteint ainsi les 8 ½ sacks sur sa saison et bat le record NFL du plus grand nombre de sacks effectués en une saison par un defensive back. Il améliore ce total contre Washington, terminant la saison avec 9 ½ sacks.
Le 21 décembre 2020, Adams est sélectionné pour disputer son troisième Pro Bowl consécutif. Adams et son coéquipier Quandre Diggs deviennent le premier tandem de safeties à participer au Pro Bowl depuis la doublette des Seahawks composée d'Earl Thomas et de Kam Chancellor en 2015.

##### 2021
Le 17 août 2021, Adams signe une extension de contrat portant sur quatre saisons avec les Seahawks pour un montant de 72 millions de dollars incluant une prime à la signature de 20 millions et un montant garanti de 38 millions ce qui en fait à l'époque le safety le mieux payé de l'histoire de la NFL. Contre les Packers le 14 novembre 2021 (défaite 0 à 17), il enregistre sa première interception de sa saison sur une passe du quarterback Aaron Rodgers
Adams subit une déchirure du labrum lors de la victoire des Seahawks en 11e semaine contre les 49ers de San Francisco et est placé sur la liste des réservistes blessés le 10 décembre 2021,.

##### 2022
Lors de la victoire des Seahawks en première semaine contre les Broncos de Denver, Adams subit une déchirure du tendon quadricipital pendant le deuxième quart temps ce qui met fin à sa saison,. Il est placé dans la liste des réservistes blessés le 15 septembre 2022.

##### 2023
Au cours de la saison 2023, Adams participe à neuf matchs tous en tant que titulaire. Il totalise en fin de saison 48 plaquages dont 34 en solo et deux passes défendues.
Le 5 mars 2024, Adams est libéré par Seattle.

#### Titans du Tennessee

##### 2024
Le 11 juillet 2024, Adams signe un cointrat d'une saison avec les Titans du Tennessee.

## Statistiques

### NCAA
| Année       | Équipe        | Statut      | MJ |       | Plaquages | Plaquages | Plaquages | Plaquages |       | Interceptions | Interceptions | Interceptions | Interceptions |  | Fumbles | Fumbles |
| Année       | Équipe        | Statut      | MJ | Total | Seul      | Ast.      | Sacks     | Nb.       | Yards | Déf.          | TD            | Nb.           | Rec.          |  |         |         |
| 2014        | Tigers de LSU | Fr.         | 12 | 66    | 38        | 28        | 1,0       | 0         | 0     | 4             | 0             | 0             | 0             |  |         |         |
| 2015        | Tigers de LSU | So.         | 12 | 67    | 48        | 19        | 0,0       | 4         | 30    | 6             | 0             | 1             | 1             |  |         |         |
| 2016        | Tigers de LSU | Jr.         | 12 | 76    | 42        | 34        | 1,0       | 1         | 0     | 4             | 0             | 1             | 1             |  |         |         |
| Totaux NCAA | Totaux NCAA   | Totaux NCAA | 36 | 209   | 128       | 81        | 2,0       | 5         | 30    | 1 4           | 0             | 2             | 2             |  |         |         |

### NFL
| Année              | Équipe              | MJ |       | Plaquages | Plaquages | Plaquages | Plaquages |       | Interceptions | Interceptions | Interceptions | Interceptions |  | Fumbles | Fumbles |
| Année              | Équipe              | MJ | Total | Seul      | Ast.      | Sacks     | Nb.       | Yards | Déf.          | TD            | Nb.           | Rec.          |  |         |         |
| 2017               | Jets de New York    | 16 | 083   | 63        | 20        | 2,0       | 0         | 0     | 06            | 0             | 1             | 2             |  |         |         |
| 2018               | Jets de New York    | 16 | 115   | 86        | 29        | 3,5       | 1         | 38    | 12            | 0             | 3             | 1             |  |         |         |
| 2019               | Jets de New York    | 14 | 075   | 61        | 14        | 6,5       | 1         | 61    | 07            | 1             | 2             | 1             |  |         |         |
| 2020               | Seahawks de Seattle | 12 | 83    | 59        | 24        | 9,5       | 0         | 0     | 03            | 0             | 1             | 0             |  |         |         |
| 2021               | Seahawks de Seattle | 12 | 87    | 56        | 31        | 0,0       | 2         | 0     | 05            | 0             | 0             | 0             |  |         |         |
| 2022               | Seahawks de Seattle | 01 | 03    | 03        | 0         | 0,0       | 0         | 0     | 01            | 0             | 0             | 0             |  |         |         |
| 2023               | Seahawks de Seattle | 09 | 48    | 34        | 14        | 0,0       | 0         | 0     | 02            | 0             | 0             | 0             |  |         |         |
| Totaux en carrière | Totaux en carrière  | 80 | 494   | 362       | 132       | 21,5      | 4         | 99    | 36            | 1             | 7             | 4             |  |         |         |

| Année              | Équipe              | MJ |       | Plaquages | Plaquages | Plaquages | Plaquages |       | Interceptions | Interceptions | Interceptions | Interceptions |  | Fumbles | Fumbles |
| Année              | Équipe              | MJ | Total | Seul      | Ast.      | Sacks     | Nb.       | Yards | Déf.          | TD            | Nb.           | Rec.          |  |         |         |
| 2020               | Seahawks de Seattle | 1  | 4     | 2         | 2         | 0,0       | 0         | 0     | 3             | 0             | 0             | 0             |  |         |         |
| Totaux en carrière | Totaux en carrière  | 1  | 4     | 2         | 2         | 0,0       | 0         | 0     | 3             | 0             | 0             | 0             |  |         |         |

## Palmarès
- 3 sélections au Pro Bowl : saisons 2018, 2019 et 2020 ;
- 1 sélection dans la première équipe All-Pro : saison 2019 ;
- 2 sélections dans la deuxième équipe All-Pro : saisons 2018 et 2020 ;
- Classé par ses pairs dans le Top 100 des joueurs NFL :
  - 37e en 2019 ;
  - 27e en 2020 ;
  - 31e en 2021 ;

### Record NFL
- Plus grand nombre de sacks par un defensive back sur une saison : 9 ½ en 2020.

## Vie privée
Jamal Adams est pescatarien
Son père, George Adams (en) a joué au poste de running back dans la NFL pendant sept saisons (1985-1991).

## Identité visuelle

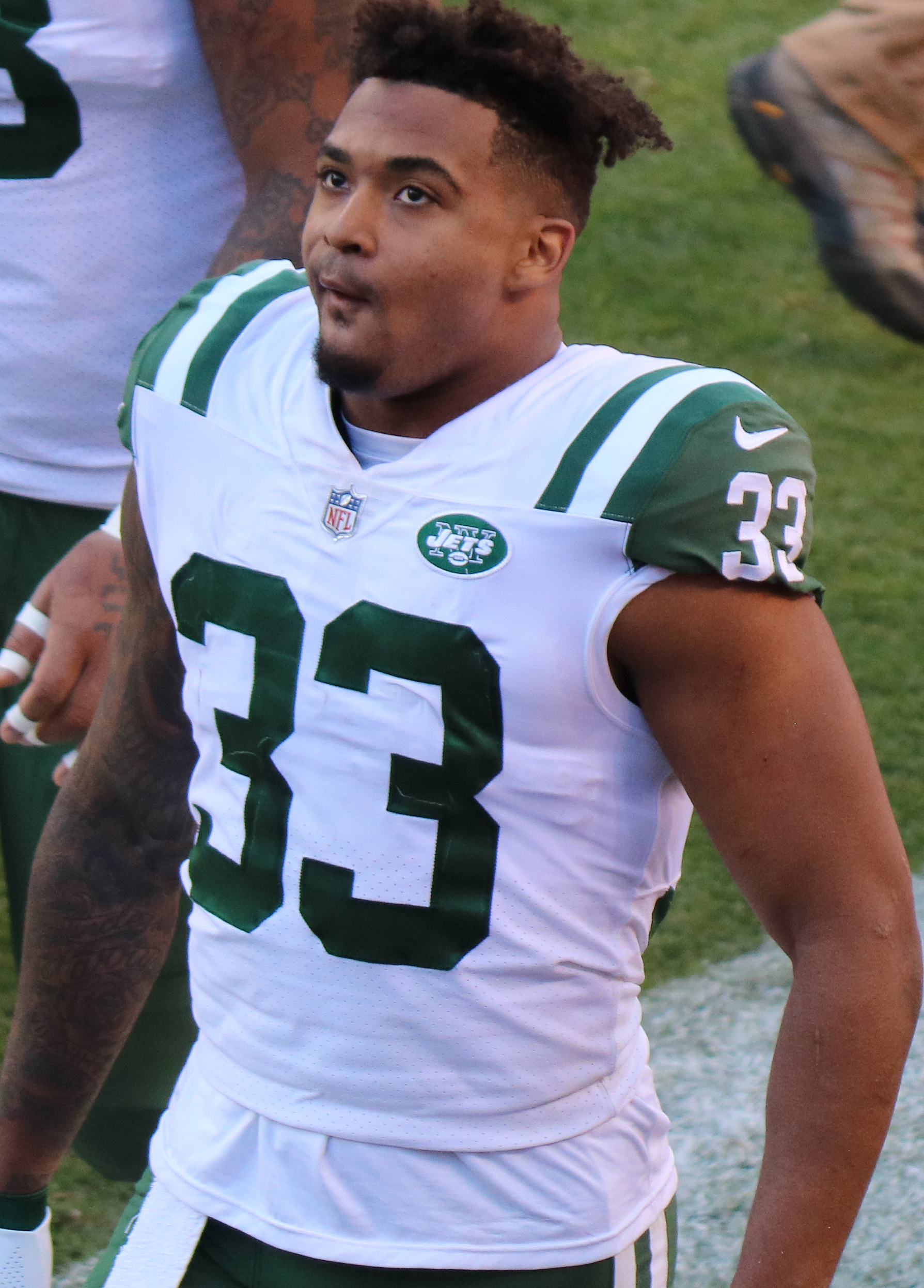
Avec les Jets en lors d'un match en décembre 2017.
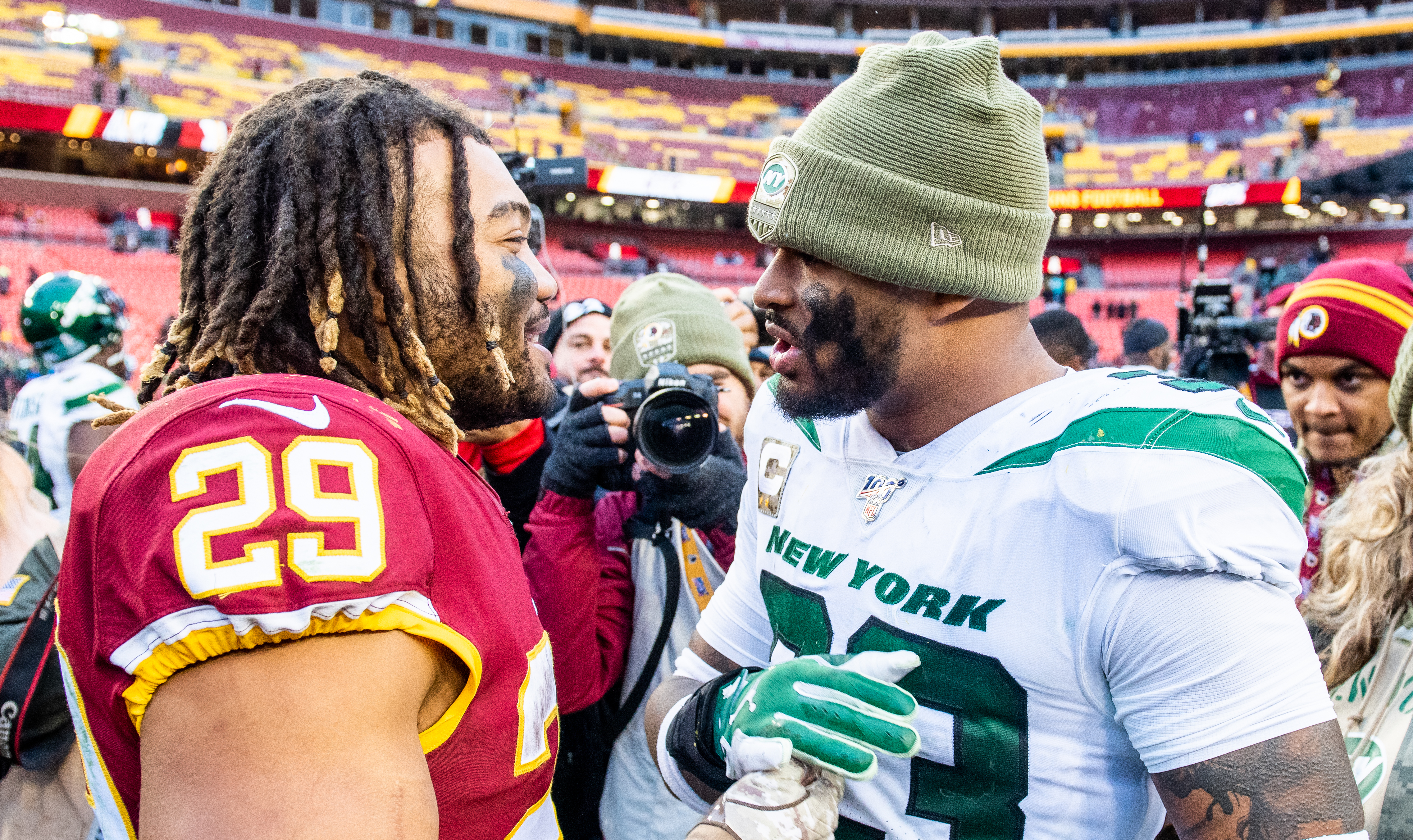
Avec Derrius Guice (en) des Redskins en novembre 2019.
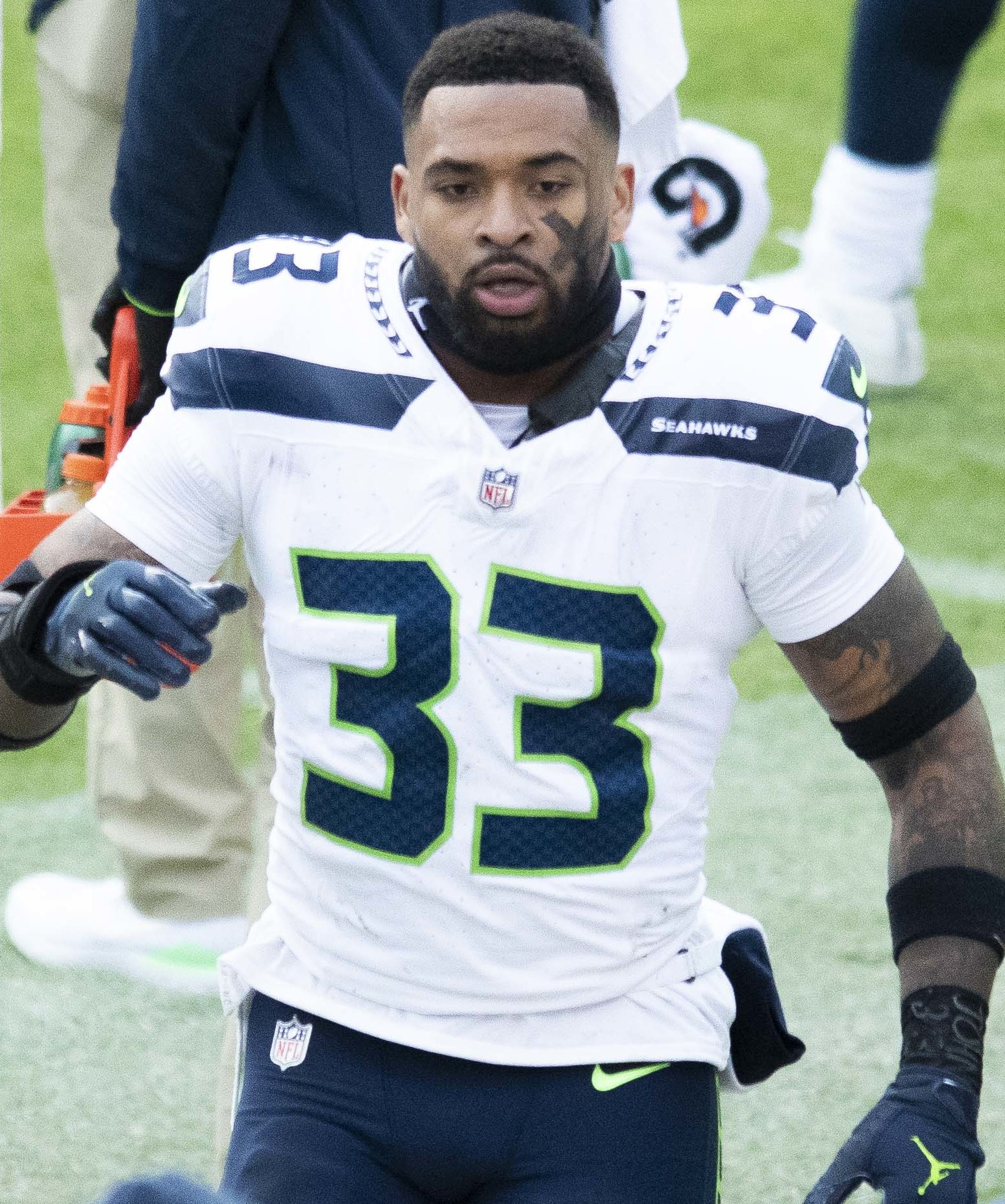
Avec les Seahawks en 2020.
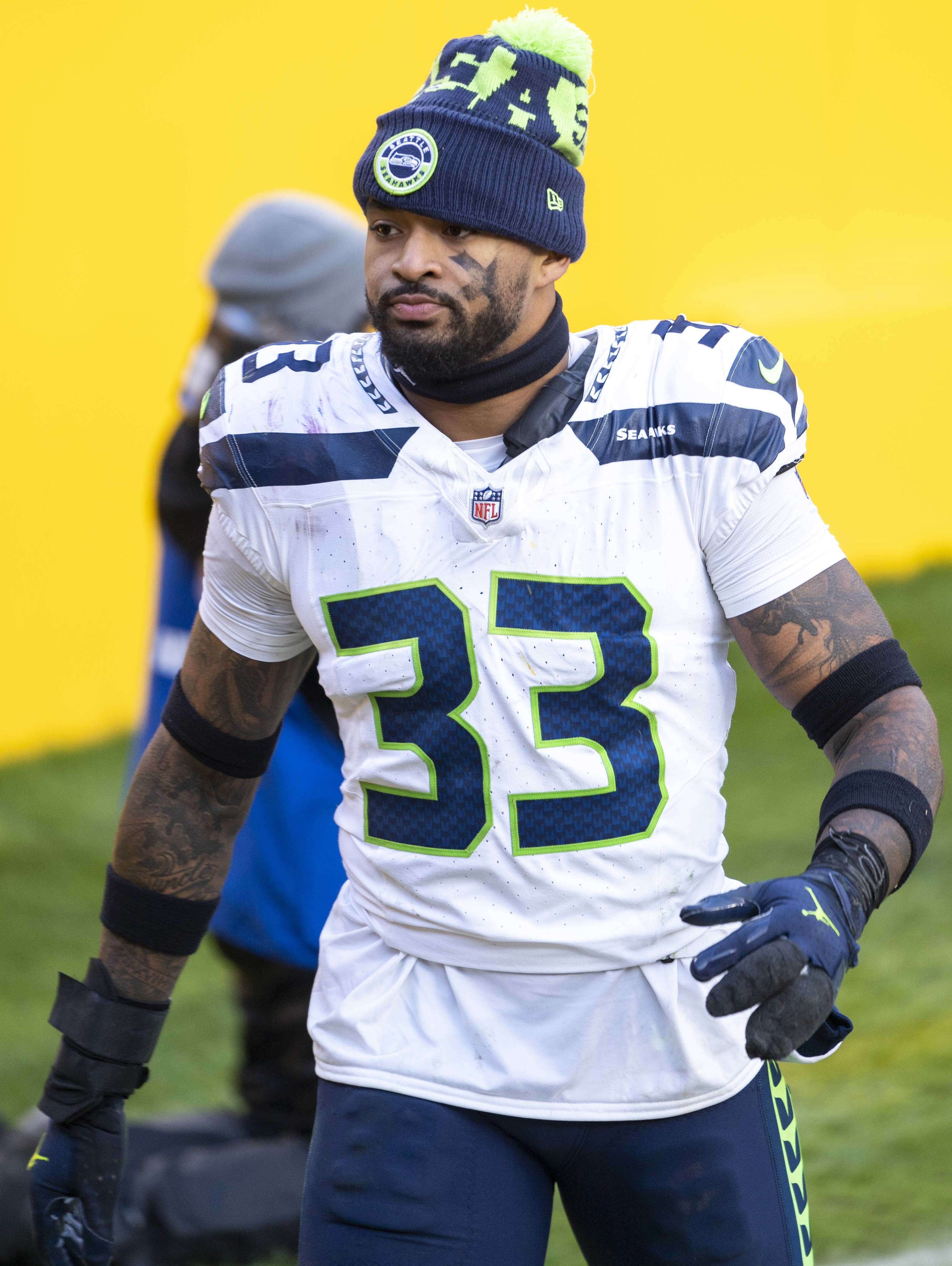
En 2020.